# Armata 3 (1941-1945)

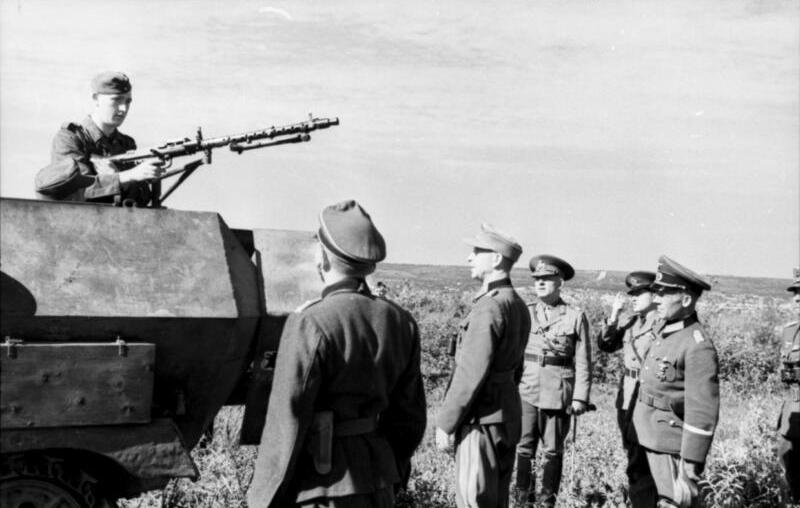
Sudul Uniunii Sovietice - Demonstrație germană pe vehicule blindate pentru ofițerii români; un soldat prezintă mitraliera MG 34

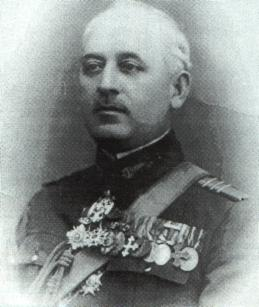
Generalul Petre Dumitrescu

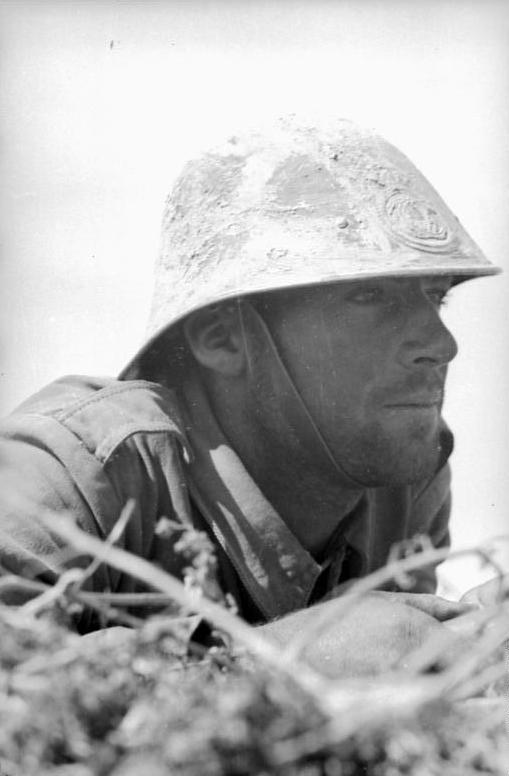
Soldat român în tranșee
pe frontul Don/Stalingrad, sudul Rusiei

Armata a 3-a Română a fost o unitate echivalentă cu cea a unei Armate de câmp (70.000-100.000) care a luptat în al doilea război mondial în grupul B al armatei germane în Ucraina, Crimeea și în Caucaz. A suferit pierderi semnificative în Bătălia de la Stalingrad.

## Istoric
În iunie 1941, România a furnizat în sprijinul operațiunilor împotriva Uniunii Sovietice 12 divizii de infanterie, o divizie blindată, 3 divizii de vânători de munte, 3 divizii de cavalerie și 2 brigăzi de deminare, în valoare totală de 326.000 militari. Unele dintre aceste unități au fost subordonate direct armatei germane, majoritatea făcând parte din Armata a 3-a Română și Armata a 4-a Română și alte corpuri de armată.

## Alcătuire
- Vânători de munte 
  - Brigada 1 Vânători de munte
  - Brigada 2 Vânători de munte
  - Brigada 4 Vânători de munte
- Unitati de cavalerie:
  - Brigada 5 Cavalerie
  - Brigada 6 Cavalerie
  - Brigada 8 Cavalerie
- 5 escadrile de avioane de recunoaștere și bombardament, artilerie și unități anti-tanc.

Acțiunile ofensive ale Armatei a 3-a au început la 2 iulie 1941, când unitățile separate au trecut frontiera româno-sovietică și au ocupat mai multe sate de pe malul opus al râului Prut, în scopul eliberării Basarabiei și Bucovinei de Nord. La 5 iulie 1941 unități ale Armatei au ocupat Cernăuți, 8 iulie - Hotin și la 12 iulie au ajuns la malul Nistrului. Apoi se deplasează spre flancul drept al Armatei a 11-a germană aflată la Nistru. 